# Harry August Jensen
Harry August Jensen, född 3 oktober 1883 i Köpenhamn i Danmark, död 15 juni 1955 i Northridge i Kalifornien i USA, var en danskfödd amerikansk illusionist. Jensen var verksam under pseudonymen Dante
Jensens föräldrar utvandrade till USA när han var sex år och bosatte sig i Chicago, där sonen till slut hamnade i en butik för trolleriutrustning. Han turnerade först som magiker under namnet The Great Jansen' innan han 1921 antog artistnamnet Dante. 1929 började han turnera med en show kallad Sim-sa-la-bim!. Vid sidan av filmmedverkan i den svenska filmen Dantes mysterier medverkade han även i Fula filurer från 1942 med Stan Laurel och Oliver Hardy i regi av Alfred Werker.

## Filmografi
- 1931 – Dantes mysterier
- 1942 – Fula filurer
- 1950 – Bunco Squad
- 1952 – Le carrosse d'or